# Иначе (альбом Стаса Пьехи)
«Иначе» — второй студийный альбом российского поп-певца Стаса Пьехи, выпущенный 15 марта 2008 года.

## История создания
Альбом Стаса Пьехи «Иначе» вышел в 2008 году. В записи принимали участие приглашённые гости — Григорий Лепс и Валерия. Музыкальным продюсированием занимался Виктор Дробыш.

## Восприятие
Российский музыкальный критик Гуру Кен критикует вокал Стаса Пьехи, особенно на живых выступлениях. Однако на альбоме Иначе, как показалось рецензенту, он звучит «бархатистым и агрессивно-осторожным, безмятежно распевным и трогательно-нежным». Он допускает, что к хорошему результату привела качественная студийная обработка и работа продюсера. Денис Ступников из издания km.ru высоко оценил музыкальные эксперименты Стаса Пьехи, в частности, сочетания рок-музыки с фольклорными элементами.

## Список композиций
| №                   | Название                            | Длительность |
| ------------------- | ----------------------------------- | ------------ |
| 1.                  | «Иначе»                             | 4:37         |
| 2.                  | «Напиши мне»                        | 3:44         |
| 3.                  | «О тебе»                            | 3:54         |
| 4.                  | «Я тебе подарю»                     | 3:49         |
| 5.                  | «Она не твоя» (feat. Григорий Лепс) | 3:37         |
| 6.                  | «Обещал»                            | 3:20         |
| 7.                  | «В облаке тая»                      | 3:09         |
| 8.                  | «Расставание» (feat. Валерия)       | 4:16         |
| 9.                  | «Незнакомая»                        | 3:16         |
| 10.                 | «Колыбельная»                       | 3:49         |
| 11.                 | «Полосы»                            | 3:48         |
| 12.                 | «Посвящение»                        | 5:03         |
| Общая длительность: | Общая длительность:                 | 44:22        |